# Satyriinae
Satyriinae – podplemię roślin z rodziny storczykowatych (Orchidaceae). Obejmuje 2 rodzaje i około 90 gatunków występujących w Afryce i Azjii w takich krajach i regionach jak: Gwinea, Nigeria, Sierra Leone, Burundi, Republika Środkowoafrykańska, Kamerun, Kongo, Rwanda, Demokratyczna Republika Konga, Etiopia, Sudan, Kenia, Tanzania, Uganda, Południowa Afryka, Angola, Malawi, Mozambik, Zambia, Zimbabwe, Komory, Madagaskar, Reunion, Jemen, Asam, Nepal, Pakistan, Sri Lanka, Mjanma, Tajlandia.

## Systematyka
Podplemię sklasyfikowane do plemienia Diseae z podrodziny storczykowych (Orchidoideae) w rodzinie storczykowatych (Orchidaceae), rząd szparagowce (Asparagales) w obrębie roślin jednoliściennych.
Wykaz rodzajów
- Pachites Lindl.
- Satyrium Sw.